# Renata Deskoska
Renata Deskoska (née le 3 mai 1972 à Skopje) est une écrivaine, professeur d'université et femme politique macédonienne.

## Biographie
Deskoska est née le 3 mai 1972 à Skopje, alors en Yougoslavie et aujourd’hui capitale de la Macédoine du Nord. Elle étudie à l'université Saints-Cyrille-et-Méthode de Skopje.

## Carrière politique
Membre de l'Union sociale-démocrate de Macédoine, elle est pour la première fois élu en 2014 au parlement macédonien. Lors des élections législatives de 2016, elle est réélue à ce poste.
Du 28 septembre 2015 au 25 juin 2017, elle est représentante de l'Assemblée parlementaire du Conseil de l'Europe . Le 1er juin 2017, elle est ministre de l'éducation et des sciences. Le 1er juin 2018, elle est nommée ministre de la Justice.